# Applied Materials
Applied Materials, Inc. là một tập đoàn Hoa Kỳ cung cấp thiết bị, dịch vụ và phần mềm để cho phép sản xuất chip vi mạch bán dẫn cho thiết bị điện tử, màn hình phẳng cho máy tính, điện thoại thông minh và ti vi, và sản phẩm năng lượng mặt trời. Công ty cũng cung cấp thiết bị để sản xuất lớp phủ điện cho điện tử linh hoạt, đóng gói và các ứng dụng khác. Trụ sở công ty ở Santa Clara, California, thung lũng Silicon.